# Платан Східний
Плата́н Схі́дний — ботанічна пам'ятка природи місцевого значення, що розташована біля села Малий Маяк Алуштинської міської ради АР Крим. Була створена відповідно до Постанови Кабінету міністрів України № 1196-6/13 від 27 лютого 2013 року.

## Загальні відомості
Землекористувачем пам'ятки є Алуштинське державне лісове господарство, площа — 0,01 гектара. Розташована на території санаторію «Скеля» у селі Малий Маяк Алуштинської міської ради.
Пам'ятка природи створена з метою охорони та збереження в природному стані цінного в науковому, естетичному відношенні дерева — платана гібридного віком понад 150 років.